# LEGO-анімація
| Анімація | Це незавершена стаття про Анімацію. Ви можете допомогти проєкту, виправивши або дописавши її. |

LEGO-анімація — це любительське хобі створення анімації з використанням конструктора LEGO, наприклад блоків та фігурок або із додаванням комп'ютерної графіки. Завдяки покадровій зйомці або відео у реальному часі будь-які персонажі, об'єкти та сцени оживають

## Способи створення
Існує два основні способи створення LEGO-анімації:
1. Жива зйомка (Real-Time) — це зйомка в режимі реального часу за допомогою відеокамери або фотоапарата. У цьому випадку сцени з LEGO знімаються як звичайне відео без покадрової обробки .
2. Покадрова анімація (Stop Motion) — один із найпопулярніших способів анімації з LEGO. Цей метод полягає у створенні серії фотографій сцени з незначними змінами між кожним кадром. Після зйомки всі зображення об’єднуються на комп’ютері в один відеофайл. Результатом є плавна анімація, що імітує рух [1][2][3].

## Монтаж кадрів
Щоб об'єднати окремі кадри в цілісний "відеоряд" використовуються ті ж програми, що і для звичайного відеомонтажу. Найкращими у використанні та найбільш вживаними є:
- Windows Movie Maker
- Pinnacle Studio
- Adobe Premiere Pro
- Ulead Video Studio
- Sony Vegas Pro
- CapCut

- Stop Motion Studio

Існує також безліч інших програм — як безкоштовних, так і платних — тож кожен може підібрати зручний інструмент відповідно до своїх потреб і досвіду.

## Частота кадрів
Частота кадрів — це кількість зображень (кадрів), які відображаються за одну секунду відео. Вона є ключовим фактором, що впливає на плавність руху в анімації.
- 12 кадрів/сек — базовий рівень для економії часу,
- 15 кадрів/сек — оптимальний баланс між якістю та швидкістю,
- 24 кадри/сек — кінематографічний стандарт, який забезпечує найвищу плавність,

- 30 кадрів/сек — використовується в професійних або комерційних проєктах.

Аніматори також схильні використовувати стандартний 4-кадровий цикл ходьби мініфігурки .

## Процес зйомки
Як і в будь-якому кіновиробництві, створення LEGO-анімації потребує спеціального обладнання, освітлення та якісно оформленої сцени.
Декораціями слугують як будівлі з LEGO (стандартні набори або зібрані самим автором), так і фони із паперу або картону, можливо навіть з використанням природних матеріалів (гілки, камені). 
Це залежить від серйозності підходу до створення фільму і фінансових можливостей! 
Можна також побачити ролики, в яких всі декорації створені на комп'ютері, а персонажі накладені методом хромакею. Як альтернатива, персонажі і/або декорації створюються в 3D-редакторах спеціалізованих на LEGO. 
Для того, щоб картинка в кадрі не смикалася, є два шляхи: використовувати програми для стабілізації або спочатку закріпити декорації і камеру. Для останнього підходять настільні, а краще підлогові штативи. Ідеальний варіант — штатив із струбциною, який кріпиться прямо за стіл (або частину декорацій) і регулюється за нахилом і висотою - тоді не страшно його ненавмисно зачепити. 
Для кріплення самої сцени добре підходять столярні лещата, дехто використовує скотч та пластилін. Також варто обзавестися постійним джерелом світла, щоб яскравість відеоряду не змінювалася проти вашого бажання. Використовуйте невеликі софіти або люмінесцентні лампи - вони не надають картинці жовтизни, як звичайні лампочки. 
Кадри можна знімати як засобами фотоапарата, так і відеокамери. Останній має ряд переваг: по-перше, при суміщенні зйомки «живим кадром» і «покадрової анімації» різниця якості картинки буде мінімальна. По-друге, для деяких відеокамер продаються спеціальні пульти ДУ, за допомогою яких знімати фотографії можна віддалено, не торкаючись самої камери або штатива .

## LEGO фільми і The Lego Group
The Lego Group активно підтримує розвиток LEGO-анімації і створення фільмів, пов’язаних із конструктором LEGO.
- У 2000 році The Lego Group випустила серію LEGO Studios — першу офіційну лінійку наборів, призначених для створення LEGO-фільмів. Найвідомішим був набір 1349 – Steven Spielberg Moviemaker Set, що включав LEGO-камеру, монтажну програму, ексклюзивні мініфігурки та руйнівні декорації. Цим набором опікувався сам Стівен Спілберг [7].
- У 2009 році The Lego Group оголосила конкурс для талановитих LEGO-аніматорів, найкращі з яких були залучені до створення офіційних мультфільмів серії Space Police. Вони отримали доступ до ресурсів компанії і створили якісні анімації, що стали прикладом для всієї спільноти.
- У 2010 році The Lego Group випустила перший офіційний повнометражний фільм LEGO: «Lego: Пригоди Клатча Пауерса». Відтоді LEGO випустила ще чотири повнометражні фільми, схожі на цеглинки Lego: «Lego фільм» (2014), «Lego Фільм: Бетмен» (2017), «Lego Фільм: Ніндзяго» (2017) та «Lego Фільм 2» (2019)
- У 2024 році Lego та Universal Pictures випустили версію кінотеатрального трейлера до першої з двосерійних екранізацій фільму «Wicked» [8].

## Висновок
Головний недолік такого способу створення фільмів — це монотонність процесу: потрібно постійно робити окремі фотографії одну за одною, залишаючись майже нерухомим. Відсутність хитання камери є ключовим фактором для якісного відео, а навіть найкращий штатив не допоможе, якщо його постійно випадково зачіпати у пориві ентузіазму.
Водночас переваги цього методу численні і очевидні: при мінімальних витратах ви можете реалізувати власний кінематографічний потенціал, втілити найрізноманітніші ідеї та рішення, які складно або неможливо зняти звичайною зйомкою (наприклад, сцени з розрізанням персонажів на шматки). Також це чудовий спосіб набратися досвіду у монтажі та режисурі.
Якщо ж ви маєте можливість знімати не поодинці, а разом із друзями, всі недоліки цього процесу стають незначними, а творча робота перетворюється на захопливу і дружню справу .

## LEGO анімація в Україні
Справжній розвиток української LEGO-анімації розпочався у 2012–2013 роках. У цей період з’явилося чимало талановитих аніматорів. Спершу активність зосереджувалась переважно в західних регіонах країни, однак з часом інтерес до цього виду творчості поширився і на інші регіони.
LEGO-анімація продовжує набирати популярність і сьогодні. Водночас залишається проблема мовного вибору: значна частина українських авторів створює контент російською мовою, а деякі навіть свідомо переходять на неї задля ширшого охоплення аудиторії. Попри це, кількість україномовних аніматорів зростає, а українська LEGO-анімація впевнено розвивається та завойовує місце в інтернет-просторі.
Серед чудових аніматорів в Україні варто відзначити:
- Rost Art Lego
- LEGO KAZKA
- UAnimationStudios;
- Legocossack та Студія ОДУД
- Lego CrazyWorld